# Várpalota
Várpalota is een plaats (város) en gemeente in het Hongaarse comitaat Veszprém. Várpalota telt 20 927 inwoners (2007).